# Heart Strings
Heart Strings ist ein 2011 veröffentlichter US-amerikanischer Pornofilm der Regisseurin Stormy Daniels mit Brooklyn Lee und Michael Vegas in den Hauptrollen. 

## Handlung
Emma und ihre Schwester führen gemeinsam eine Farm. Sie bekommen Besuch von Tommy, dessen Auto in der Nähe liegengeblieben ist. Zufällig ist der Freund von Emmas Schwester Automechaniker. Da die Reparatur des Autos jedoch etwa eine Woche dauern soll, ist Tommy gezwungen, auf der Farm zu warten. Er hat keine Probleme damit, sich nützlich zu machen, und hilft bei der täglichen Arbeit. Dabei kommt er Emma immer näher. Diese weiß allerdings nicht, dass Tommy ein berühmter Country-Sänger ist, der sich wegen zu viel Stress davongemacht hat, um sich eine Auszeit zu gönnen. Plötzlich taucht seine Managerin auf, und die Romanze zwischen Tommy und Emma verpufft. Emma fühlt sich verraten, als sie erfährt wer Tommy ist, und verbannt ihn von ihrer Ranch, doch sie weiß nicht, ob sie ihn aus ihrem Herzen verbannen kann.
Szenen
1. India Summer, Michael Vegas
2. Carolyn Reese, Bill Bailey
3. Gracie Glam, Rocco Reed
4. Brooklyn Lee, Michael Vegas
5. Brooklyn Lee, Michael Vegas

## Wissenswertes
Der Film ist wie auch A Love Story Teil der Reihe Wicked Passions, einer auf pärchenfreundliche und frauentaugliche Pornofilme fokussierten Filmreihe. Der Soundtrack mit Country-Musik ist teilweise live eingespielt.

## Auszeichnungen
- AVN Awards, 2012, nominiert als "Best Director: Feature": Stormy Daniels und als "Best Original Song"
- XBIZ Awards, 2012, nominiert als "Couples-Themed Release of the Year"